# بيا (مغنية راب)
بيانكا ميكيلا لاندراو (مواليد 16 أغسطس 1991)، والمعروفة باسم بيا، هي مغنية راب أمريكية.

## روابط خارجية
- بيا في قاعدة بيانات الأفلام على الإنترنت